# Accidente de British Aerospace Jetstream de East Coast Aviation de 2000
El 21 de mayo de 2000, un British Aerospace BAe-3101 Jetstream 3101 operado por East Coast Aviation Services (conocido operacionalmente como Executive Airlines) se estrelló en un terreno montañoso en Bear Creek Township, Wilkes-Barre, Pensilvania. La aeronave estaba trasladando a diecisiete jugadores de póker profesionales de regreso a casa desde el casino del Caesar's Palace en Atlantic City, Nueva Jersey, Las diecinueve personas que viajaban a bordo entre pasajeros y tripulantes fallecieron en el acto.
La Junta Nacional de Seguridad en el Transporte llevó a cabo una investigación del accidente. Se descubrió que mientras la aeronave estaba efectuando la aproximación al aeropuerto internacional de Scranton, se quedó sin combustible. La investigación descubrió que la tripulación tenía previsto repostar 180 galones de combustible, pero en su lugar sólo repostaron noventa galones.
Aunque el informe final concluía que el agotamiento de combustible había sido la causa principal del accidente, esta conclusión no fue bien recibida por algunos de los familiares de las víctimas. Algunos de ellos presentaron demandas judiciales contra Executive Airlines y British Aerospace. El director ejecutivo de Executive Airlines, Michael Peragine, cuestionó el informe de la NTSB, afirmando que se habían obviado muchos otros factores que podrían haber contribuido a la investigación.

## Vuelo
La tripulación tenía previsto un vuelo desde Farmingdale, Nueva York a Atlantic City, Nueva Jersey a las 09:00 hora local. Sin embargo, la tripulación recibió poco después una llamada telefónica del propietario y consejero delegado de Executive Airlines indicando que habían sido asignados a otro vuelo a Wilkes-Barre, con retorno a Atlantic City más tarde en el mismo día. Se repostaron noventa galones de combustible en el aparato, y partieron desde Farmingdale a las 09:21 hora local con doce pasajeros a bordo, teniendo a los mandos al Capitán Cam Basat. Llegaron al aeropuerto internacional de Atlantic City a las 09:49.
El segundo tramo de vuelo fue desde Atlantic City a Wilkes-Barre. Este nuevo tramo de vuelo fue efectuado por la misma tripulación, teniendo a los mandos al primer oficial Gregory MacVicar. No se repostó combustible para este trayecto. La aeronave partió de Atlantic City a las 10:30 con diecisiete pasajeros a bordo. Fue autorizado a volar a 5000 pies de altura sobre el nivel del mar.

### Aproximación a Wilkes-Barre
Cuando el avión se encontraba próximo a Wilkes-Barre, la tripulación contactó con el controlador de aproximación para recibir permiso para el aterrizaje, siendo autorizados a ello. La tripulación recibió un vector de vuelo para efectuar una aproximación ILS. Su primer intento de aterrizaje, sin embargo, fue abortado. La tripulación efectuó una aproximación frustrada, e iniciaron una segunda aproximación tras recibir un nuevo vector al ILS.

### Comienzo del fallo de motor
A las 11:23, la tripulación declaró emergencia e indicó que tenían un «fallo de motor». La tripulación recibió otro vector de vuelo por parte del control de tráfico aéreo. A las 11:25, mientras la aeronave descendía a 3000 pies, el controlador les advirtió de que la altitud mínima de radar(MVA) fue de 3300 dentro de ese sector.
El controlador también avisó de las condiciones meteorológicas en las proximidades, e informó a la tripulación de la ubicación de autovías cercanas, sugiriendo que podían efectuar un aterrizaje de emergencia. La tripulación lo rechazó y solicitó un vector directo al aeropuerto. Cuando se les proporcionó el vector directo, el vuelo desapareció de la pantalla del radar. Las comunicaciones entre la tripulación y el controlador, sin embargo, continuaron.

### Impacto
A las 11:27, la tripulación informó de que «habían recuperado ahora el motor izquierdo», y el contacto con radar fue restablecido. Sin embargo, pocos segundos después la tripulación reportó que habían perdido ambos motores. El controlador les informó de que tenían la Pennsylvania Turnpike justo debajo de ellos, y les solicitó que «le hicieran saber si conseguían recuperar los motores». No se produjo ningún contacto de radio más.
Los equipos de emergencia fueron notificados a las 11:30, y comenzaron a buscar el lugar del accidente. Los restos fueron localizados a las 12:45 p. m. hora local. No se hallaron supervivientes. En respuesta al accidente, el departamento de bomberos del aeropuerto se convirtió en un campamento improvisado para los familiares de las víctimas.

## Pasajeros y tripulación
El piloto al mando en el vuelo accidentado fue el primer oficial Gregory MacVicar, de 38 años de edad. En el momento del accidente, tenía acumuladas 1282 horas totales de vuelo, de las cuales unas 742 de ellas fueron en el Jetstream 3101. Había entrado en Executive Airlines el 9 de noviembre de 1998.
El otro piloto a bordo fue el capitán Cam Basat, de 34 años. Había entrado a formar parte de Executive Airlines en 1998 como piloto a tiempo parcial. En aquel momento, fue piloto a jornada completa en Atlantic Coast Airlines. En el momento del accidente, el capitán acumulaba unas 8500 horas de vuelo, incluyendo unas 1874 horas en el Jetstream.

## Aeronave
La aeronave implicada en el accidente fue un British Aerospace Jetstream 3101, registrada como N16EJ. Fue entregada por British Aerospace en 1988 como N851JS. Executive Airlines adquirió el avión el 28 de octubre de 1996, de Fairchild Dornier. Su registro fue modificado a N16EJ en septiembre de 1997. La primera operación del avión tuvo lugar en diciembre de 1997. En el momento del accidente, el avión tenía acumulados 18503 ciclos, totalizando 13972 horas de vuelo.
Se descubrió que la aeronave había estado implicada en varios incidentes antes de este accidente. En 1989, el avión quedó seriamente dañado tras una salida de pista y que había impactado con el terreno tras un despegue abortado. En 1991, el aparato había sufrido un incendio de motor.

## Investigación

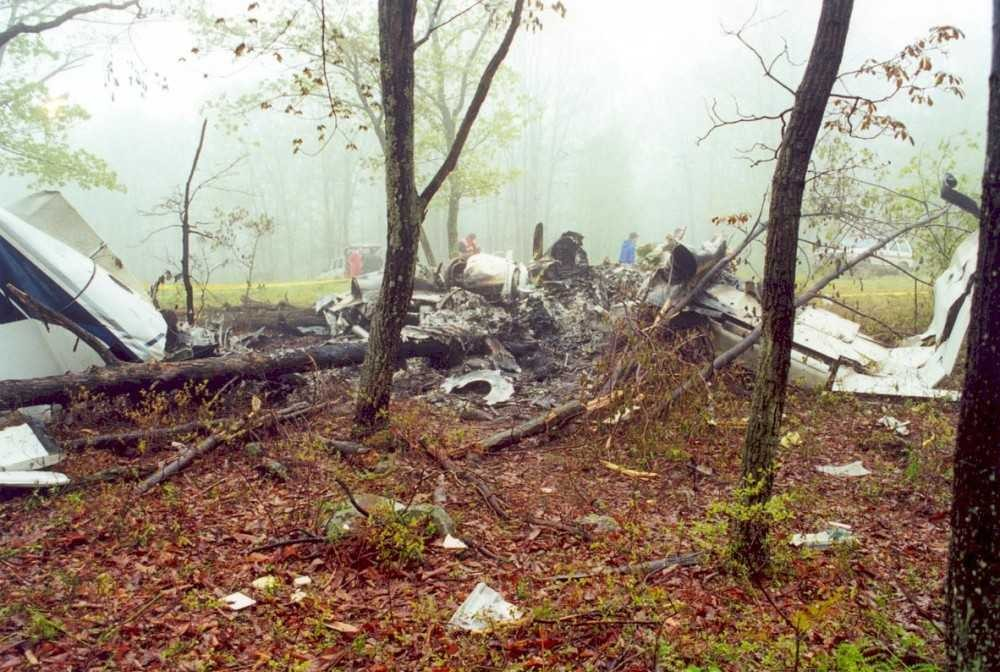
El lugar del accidente muestra rastro de «escasos daños por fuego» a la vegetación de alrededor, haciendo sospechar que el aparato se encontraba sin combustible.

La grabación del control aéreo mostraba que, mientras el avión se encontraba en aproximación a Scranton, la tripulación a bordo transmitió un mensaje de que se había producido un fallo de motor. La NTSB sospechaba que un agotamiento de combustible podría haber sido la causa del fallo. Esto quedó demostrado con un examen del lugar del accidente. La NTSB declaró que si el vuelo se hubiera llenado con suficiente combustible, entonces el área quemada debería haber sido más ancha de lo encontrado. En el caso de este vuelo, la zona quemada estaba concentrada en un espacio pequeño y compacto.
El análisis de las hojas de registro de la aeronave y los registros del tripulación de vuelo indicaban que unas 1000 libras de combustible se encontraban a bordo de la aeronave antes de que 600 libras (90 galones) fueran añadidas el día del accidente. La NTSB reveló que la tripulación tenía previsto añadir otros 180 galones de combustible. Según la NTSB, si la tripulación quería cargar 180 galones (unas 1200 libras), fue una práctica común en la industria y en esta misma compañía solicitar 90 galones en cada lado (el tanque izquierdo y el derecho). Sin embargo, debido a un problema de comunicación, sólo 90 galones (600 libras) fueron añadidos al avión. La tripulación ordenó 90 galones de combustible, pero no especificaron que debían añadirse a cada tanque. Así, solo se agregaron 90 galones de combustible, total confirmado por el recibo de entrega de combustible, que probablemente la tripulación no leyó.
El capitán Basat y el primer oficial MacVicar completaron posteriormente el manifiesto de carga. Afirmaron que el avión estaba cargado con 2400 libras de combustible cuando partieron de Farmingdale. En realidad, había sólo 1600 libras de combustible a bordo, 800 libras menos de lo esperado. Los cálculos realizados por la NTSB revelaron que si la aeronave hubiera estado repostada con 2400 libras de combustible, entonces la tripulación no hubiera tenido que repostar en Atlantic City.
Dado que la tripulación creía que tenían suficiente combustible a bordo, aparentemente ignoraron las luces de advertencia de combustible bajo que podrían haberles alertado de la ausencia de combustible suficiente. Sin embargo, la NTSB sostenía que estas luces podían ser fácilmente «pasadas por alto».
Cuando el aparato se quedó sin combustible, el motor derecho se detuvo. Este fallo en el motor derecho provocó que el avión se desviara del rumbo previsto. Aunque los pilotos fueron capaces de reiniciar el motor derecho, volvió a fallar segundos más tarde, junto con el motor izquierdo. La baja velocidad provocó entonces la pérdida de control sobre la aeronave.
El informe final del accidente fue publicado el 29 de agosto de 2002, y concluyó que la causa del accidente fue un error del piloto:

La Junta Nacional de Seguridad en el Transporte determina que la causa probable de este accidente fue el fallo de la tripulación de vuelo en asegurar un adecuado suministro de combustible para el vuelo, lo que llevó al fallo del motor derecho debido al agotamiento de combustible y la detención intermitente del motor izquierdo por la misma razón. En los factores contribuyentes al accidente se encuentran la ausencia de monitorización del estado de combustible en el aparato y el fallo de la tripulación de vuelo en mantener el control de dirección tras el apagado de motor inicial."